# Município de East Lake (condado de Dare, Carolina do Norte)
O município de East Lake (em inglês: East Lake Township) é um localização localizado no  condado de Dare no estado estadounidense da Carolina do Norte. No ano 2010 tinha uma população de 161 habitantes.

## Geografia
O município de East Lake encontra-se localizado nas coordenadas 35° 52′ 55,58″ N, 75° 56′ 42,69″ O.